# Quicksand

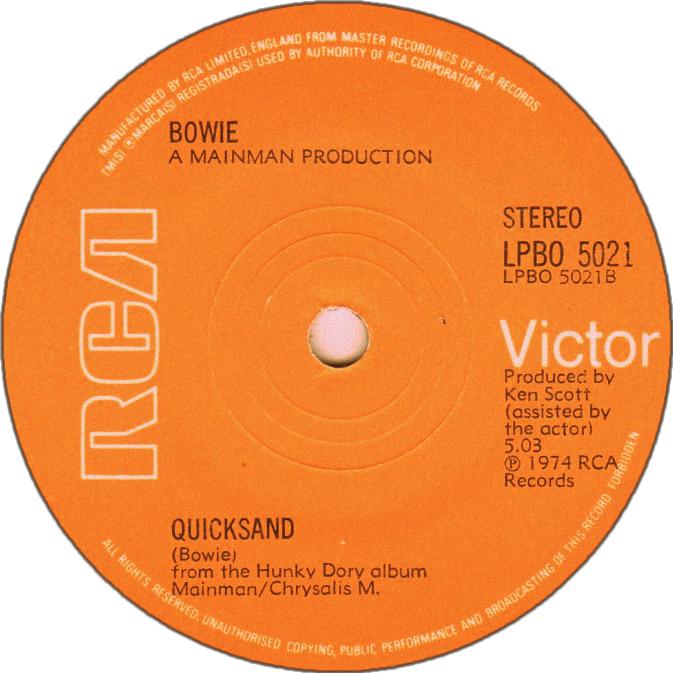
"Quicksand" por David Bowie UK canção no vinil.

Quicksand é uma canção escrita por David Bowie para o álbum Hunky Dory de 1971. O produtor Ken Scott havia então cuidado da engenharia do álbum All Things Must Pass de George Harrison, e tentou criar um som acústico poderoso e parecido nesta faixa.
Tal qual as outras faixas do disco, e como o álbum anterior, The Man Who Sold the World, "Quicksand" é baseada no Budismo, em ocultismo, e no conceito de Super Homem proposto por Friedrich Nietzsche. A letra da canção também cita a seita secreta Golden Dawn, Aleister Crowley, um de seus mais famosos membros, Heinrich Himmler, Winston Churchill e Juan Pujol (apelido: Garbo).
Os editores da NME Roy Carr e Charles Shaar Murray já a descreveram como uma representação do humor "mais negro e metafísico de Bowie", enquanto uma resenha contemporânea à canção, escrita na Rolling Stone, destacava seu "vocal soberbo" e seu "belo tema de guitarra".

## Regravações
- Dinosaur Jr. – single (1991) (esta versão fez diversas alterações na letra)
- Seu Jorge - verão em língua portuguesa para o filme The Life Aquatic with Steve Zissou (2004)
- Seal - ao vivo (MTV)
- Robert Smith - ao vivo (com David Bowie) (1997)
- End of Fashion (2005)
- Aslan - no álbum Uncase'd (2009)
- Abbeyvein - .2 Contamination: A Tribute to David Bowie (2006)
- Rainbow Arabia - We Were So Turned On: A Tribute to David Bowie (2010)